# یاماگاتا ۷۰۳۹
سیارک ۷۰۳۹ (به انگلیسی: 7039 Yamagata، نامگذاری:1996GO2) هفت هزار و سی و نهمین سیارک کشف شده‌است که در ۱۴ آوریل ۱۹۹۶ کشف شد.
قدر مطلق سیارک برابر ۱۴٫۲۰ است.